# Danny Noble
Danny Lee Noble Jr. (* 30. März 1989 in Elyria, Ohio) ist ein ehemaliger US-amerikanischer American-Football-Spieler. Er spielte zwei Saisons auf der Position des Tight Ends in der National Football League (NFL).

## Karriere
2012 wurde Noble von den Tampa Bay Buccaneers als Undrafted Free Agent verpflichtet. Er spielte in vier Spielen, ehe er aufgrund einer Verletzung auf der Injured Reserve List platziert wurde. Am 30. August 2013 wurde Noble entlassen. Er verbrachte daraufhin drei Wochen im Practice Squad der Buccaneers. Am 21. September 2013 wurde Noble in den aktiven Kader befördert, jedoch drei Tage später wieder entlassen. Am 9. Oktober 2013 wurde er von den Jacksonville Jaguars für ihren Practice Squad verpflichtet. Nach vier Wochen wurde Noble am 4. November 2013 in den aktiven Kader befördert. Dort spielte er in acht Spielen, davon eines von Beginn an, in denen er zwei Pässe für 63 Yards und einen Touchdown fing. Am 2. Mai 2014 wurde er entlassen.